# Magdalena Titirici
Maria-Magdalena (Magda) Titirici est un professeur de chimie à l'université Imperial College London (anciennement à l'université Queen Mary de Londres).

## Jeunesse et éducation
Magdalena Titirici est née à Bucarest, où elle a étudié la chimie à l'université de Bucarest et a obtenu son diplôme en 1999,. Elle a obtenu son doctorat (PhD) à l'université technique de Dortmund en 2005 en travaillant sur les polymères à empreinte moléculaire pour ses études de troisième cycle,,. Elle a également travaillé à l'université Johannes Gutenberg de Mayence au cours de ses études de troisième cycle. Elle a effectué un postdoc à l'Institut Max-Planck de recherche sur les colloïdes et interfaces, puis y a enchaîné avec une position de group leader jusqu'en 2013, quand elle y reçoit son habilitation.

## Recherche
Magdalena Titirici a rejoint l'université Queen Mary de Londres en 2013 en tant que reader, avant d'être promue professeur en 2014. Elle a ensuite rejoint l'Imperial College London en 2019 au département d'ingénierie chimique. Son groupe utilise de la biomasse et des processus hydrothermaux pour créer des produits à base de carbone. Elle s'intéresse à la façon dont les nanomatériaux de carbone produits dans les processus hydrothermaux (HTC) peuvent être utilisés dans réactions électrocatalytiques, y compris la réduction de l'oxygène et l'évolution de l'oxygène. Ils travaillent également sur des électrodes pour le stockage de l'énergie dans les batteries lithium-ion et sodium-ion. Elle dirige un grand groupe de recherche qui travaille sur plusieurs projets axés sur des matériaux durables,,,. Ils ont publié plus de 130 publications dans des revues scientifiques à évaluation par les pairs. Elle a contribué au livre Global Sustainability: A Nobel Cause.

## Récompenses
- 2018 : Prix Corday-Morgan de la Société royale de chimie
- 2018 : Fellowship du président de l'Académie chinoise des sciences
- 2017 : Universal Scientific Education and Research Network Laureate
- 2027 : Docteur honoris causa de l'université de Stockholm[15]
- 2016 : Médaille Rosenhain de l'Institut des matériaux, des minéraux et l'exploitation minière[16]